# Кантор (музыка)
Ка́нтор (нем. Kantor, от лат. cantor — «певец, певчий») — руководитель богослужебной музыки в  лютеранском храме. В исторические времена кантор совмещал функции дирижёра (руководителя хора и инструментального ансамбля), композитора, органиста, учителя элементарной теории музыки и пения (как правило, в аффилированной с данным храмом церковно-приходской школе). Иногда словом «кантор» также называют хазана — иудея, ведущего богослоужение в синагоге.

## Краткая характеристика
Словом «кантор» в русской музыкальной литературе обычно называют руководителя церковного хора лютеран и шире — ответственного за музыкальное оформление лютеранского богослужения в целом, например, в словосочетании «Бах — кантор церкви Св. Фомы в Лейпциге». Помимо службы в церкви в обязанности кантора иногда входило музыкальное оформление городских публичных мероприятий, особенно во время больших церковных праздников.

## Исторический очерк
В поздней античности и в Средние века латинское слово cantor означало (церковного) певчего (например, в словосочетании Schola cantorum — школа певчих) без каких-либо коннотаций профессионального мастерства, административного и педагогического руководства, как, например, у Исидора Севильского (VII в.): Cantor autem vocatus quia voce modulatur in cantu (Etym. VII,12). Главный/ведущий певчий (хормейстер в современном смысле) в Средневековье нередко обозначался словом praecentor (букв. «запевала»), как например у Иеронима Моравского (XIII в.):

Сколько бы ни было добрых певчих (boni cantores), они избирают себе лишь одного запевалу и руководителя (praecentorem et directorem), которому тщательнейшим образом внимают.— Трактат о музыке, гл. XXV
Помощник прецентора более низкого ранга обозначался словом succentor (букв. «подпевала») или concentor (то же), как у Конрада из Цаберна (XV век):

 [in cantu chorali] nedum rectores scolarium, sed etiam eorum scolarii, succentores vel sublectores paene omnes aliquid praesumunt, saepe tamen sicut caeci de coloribus loquentes nimirum propter carentiam monochordi.— De modo bene cantandi choralem cantum, 1474
Succentor в этом значении (малограмотный певчий) аналогичен более раннему понятию cantor, которое противопоставлялось понятие musicus — знатоку музыки, учёному музыканту ещё в первой трети XI века, в «Стихотворных правилах» Гвидо Аретинский (первая треть XI века):
| лат. оригинал | перевод | переложение в стихах |
| --- | --- | --- |
| Musicorum et cantorum magna est distantia: Isti dicunt, illi sciunt, quae componit musica. Nam qui facit, quod non sapit, diffinitur bestia. | Между музыкантами и певчими великая разница: Одни [лишь] издают звуки, другие знают, из чего складывается музыка. А тот, кто делает нечто, чего не понимает, определяется как скот. | Меж музыкантом и певцом есть разница великая: Один поёт с пустым лицом, бессмысленно мурлыкая, Другой же смыслом наделён, как звуки составляются. В ком нет понятья, тот смешон, и беспощадно нами он скотиной называется.. |

Такое восприятие слова cantor и понятия, которое этим словом определено, было чрезвычайно распространённым в Средние века. Например, у Брата Михаила (Псевдо-Одо, около 1000): 

Один лад отличается от другого не низкими или высокими звуками, как полагают глупейшие певчие (stultissimi cantores). В любом ладу, если хочешь, можно начать распев высоко или низко. Разные, отличные друг от друга лады определяются разным расположением тонов и полутонов <...> Достойны осмеяния ужимки неискусных певчих (inertium cantorum scurrilitas), которые совершенно не различают лады, а следуют лишь тому, что им некоторым образом подсказывает слух. Так привыкшие к обжорству из‐за обманчивой сладости не соблюдают истинное правило воздержания.— Диалог о музыке
У Берно из Райхенау (2-я четверть XI века):

Если спросить любого [певчего], кому кажется, что он и так хорошо поет, без понимания музыкального искусства, о численном значении интервала между высоким и низким звуками, он не знает, что ответить.  Он верит только слуху, а не наставляющему нас разуму (rationi magistrae), хотя необходимо суждение и того и другого [слуха и разума], но в большей степени разума, поскольку тот ясно постигает саму истину и целостность в природе вещей, насколько это милостиво позволяет всемогущий Творец. Такой человек, повторюсь, больше похож на соловья, красиво и сладко поющего весной, чем на искусного певчего (peritus cantor).— Музыка, или Пролог к тонарию
Понимание cantor как синонима cantor peritus (искусный певчий) и в этом своём повышенном статусе как руководителя церковного хора окончательно установилось только в XVI веке, вероятно, благодаря специфическому «позитивному» использованию слова cantor в латинских школах лютеран.
Среди наиболее известных музыкантов-лютеран, в разное время занимавших должность кантора, З. Кальвизий, И.Кунау, Г. Ф. Телеман, И. С. Бах.

## Другие значения термина
Словом «кантор» иногда также именуют хаззана в синагоге. У католиков «кантором» также называется должность каноника, ответственного за музыкальное оформление богослужения в коллегиальной церкви, а также некоторые другие церковные должности. В современной англиканской церкви словом «кантор» (англ. cantor) называют певчего, который даёт настройку (запевает инципит) в псалмах, антифонах и других церковных распевах.